# Späte Rache (2001)
Späte Rache ist ein deutscher Thriller von Matti Geschonneck aus dem Jahr 2001.

## Handlung
Der Chefarzt Michael Klenz arbeitet gut bezahlt an einer Privatklinik. Als Klaus Klempow, sein ehemals bester Freund aus frühen DDR-Zeiten, in denen es für ihn beruflich und finanziell eher mau aussah, als Wachpersonal an der Klinik zu arbeiten beginnt, holt Klenz die Vergangenheit ein. Er kontaktiert umgehend seine Frau Heide, die vor ihm mit Klempow zusammen war. Er weiß nicht, wie er mit der Situation umgehen soll. Er vermutet, dass Klempow sich an ihm rächen will, denn er hat ihm nicht nur seine Freundin ausgespannt, er ist der einzige, der die Wahrheit ihrer Vergangenheit kennt. Zusammen mit ihrem Freund Thomas hatten sie in den 1980er Jahren gefeiert und unter zunehmenden Alkoholeinfluss äußerte ihr Freund, dass er sich am nächsten Tag mit Heide in den Westen absetzen wollte. Klempow hatte daraufhin Streit mit Thomas und als dieser tot aufgefunden wurde, machte man ihn dafür verantwortlich. In der Folge musste er für zwölf Jahre ins Gefängnis.
Klenz wird zunehmend nervöser, sodass erste Mitarbeiter erkennen, dass mit ihrem Chef etwas nicht stimmt. Unerwartet stirbt auch noch Staatssekretär Augenthaler nach einer Behandlung in „seiner“ Klinik, was juristische Untersuchungen nach sich zieht und Klenz befürchten muss, dafür verantwortlich gemacht zu werden. Schließlich hätte er in jener Nacht erreichbar sein müssen, was nicht der Fall war, weil er sich bei seiner Geliebten aufgehalten hatte. Die Witwe des Verstorbenen will den plötzlichen Tod ihres Mannes nicht so einfach hinnehmen und verklagt Klenz.
Klempow wird von Klenz zur Jagd eingeladen, wo sie über die alten Zeiten reden. Auch bei einem gemeinsamen Essen zusammen mit Heide kommt dieses Thema wieder auf und Klempow bittet darum, der alten Vergangenheit wegen, vorübergehend in Klenz Gästehaus wohnen zu dürfen. Da er nicht so recht einordnen kann was Klempow vorhat, traut Klenz sich nicht nein zu sagen. Die Nähe zu seiner früheren Freundin nutzt Klempow strategisch aus, um an die alten Zeiten anzuknüpfen. Klenz ist darüber verärgert und stellt Klempow zur Rede. Der wiederum fragt Klenz geradeheraus, ob er damals Thomas umgebracht hätte, da er all die Jahre Zweifel hegte und Klenz durchaus die Chance hatte, dem von ihm verletzt zurückgelassenen Thomas den „Todesstoß“ zu versetzen. Denn Klenz war schon damals in Heide verliebt und Thomas Ankündigung mit ihr wegzuwollen, war ein Schock der ihn dazu veranlasst haben könnte, zum Mörder zu werden. Klenz beantwortet die Frage allerdings mit einem klaren „nein“ und erklärt seine Gereiztheit mit den betrieblichen Problemen. Die Klage der Witwe des verstorbenen Augenthaler könnte ihm seine Approbation kosten. Klempow erklärt sich seltsamerweise bereit, im zu helfen, obwohl er Zweifel an Klenz Unschuld hat. Da er in jener Nacht Wachdienst hatte, gibt er zu Protokoll, dass er die Telefonanlage der Klinik außer Betrieb gesetzt hätte, weil er die Rufumleitung zu den Dienstzimmern überprüfen wollte. Somit hätte Klenz nicht informiert werden können. Diese Aussage bewirkt tatsächlich, dass die Untersuchungen gegen den Chefarzt eingestellt werden. Mit diesem Einsatz Klempows befürchtet Klenz allerdings, dass jener seine „Selbstlosigkeit“ irgendwann gegen ihn einsetzen könnte. Dem versucht er zuvor zu kommen und berichtet dem Staatsanwalt, der gegen ihn ermittelt hatte, dass Klempow eine Gefahr wäre und ihn erpressen würde. Da jener nun aufgrund seiner Aussage seine Anstellung verloren hatte, würde er auf Klenz Kosten leben wollen und hätte sich bereits bei ihm zu Hause „eingenistet“. Die Vorstrafe Klempow spricht für Klenz' Anschuldigung und so holt Klempow zum finalen Gegenschlag aus. Heide hat er in vielen kleinen Gesprächen schon davon überzeugt, dass nicht er, sondern ihr Mann eine Mörder sei. Er überzeugt dann auch Klenz' Affäre, zu dessen Geburtstagsfeier zu erscheinen, um als Störfaktor zu agieren. Klempow selbst wird derweil von der Polizei verhört und Heide entschließt sich ihm zu helfen. Sie sagt zu seiner Entlastung aus. Inzwischen verschwindet Klenz spurlos. Klempow findet ihn in seiner Jagdhütte. Dort erklärt Klenz seinem Widersacher, dass er gewonnen hätte. Sein Leben wäre zerstört.
Obwohl Klempow seinen ehemaligen Freund nie direkt beschuldigt hat, sondern immer nur bedrohlich in dessen Nähe war, hatte Klenz' Wissen um die Vergangenheit und seine eigene Schuld am Lauf der Dinge sein Schicksal nun bestimmt. Heide verlässt ihn und auch Klempow zieht mit einer gewissen Genugtuung seiner Wege.

## Hintergrund
Späte Rache wurde am 23. November 2001 auf arte im Fernsehen erstausgestrahlt. Am 11. März 2002 wurde der Thriller erstmals im ZDF gesendet, wo ihn 4,55 Millionen Zuschauer verfolgten, was einem Marktanteil von 13,9 % entsprach.
Rudolf Blaháček wurde als Kameramann nominiert für den Deutschen Fernsehpreis für die beste Kamera.

## Kritik
Der Kritiker der Fernsehzeitschrift TV Spielfilm vergaben die bestmögliche Wertung (Daumen nach oben) und nannten Späte Rache ein „furioses Kammerspiel ohne Gewinner“, welches „eine feinfühlig gespielte Dreiecksgeschichte“ sei, „aus der es kein Entrinnen gibt.“